# Regular-Irregular
Regular-Irregular è il primo album in studio della boy band sudcoreana NCT 127, pubblicato nel 2018.

## Tracce
1. City 127 (지금 우리; Jigeum Uri) – 3:19
2. Regular – 3:37
3. Replay (PM 01:27) – 3:39
4. Knock On – 3:25
5. No Longer (나의 모든 순간; Naui Modeul Sungan) – 4:57
6. Interlude: Regular to Irregular – 3:10
7. My Van (내 Van; Nae Van) – 3:26
8. Come Back (악몽; Akmong) – 3:25
9. Fly Away with Me (신기루; Sin-gilu) – 3:32
10. Regular (English version) – 3:39
11. Run Back 2 U (Bonus track) – 3:39

## Classifiche

### Classifiche settimanali
| Classifica (2018) | Posizione massima |
| ----------------- | ----------------- |
| Corea del Sud     | 1                 |
| Stati Uniti       | 86                |

### Classifiche di fine anno
| Classifica (2018) | Posizione |
| ----------------- | --------- |
| Corea del Sud     | 17        |